# 嘎拉德斯汰站
嘎拉德斯汰站是一个集通线上的铁路车站，位于内蒙古自治区赤峰市克什克腾旗热水塘街道，建于1995年，目前为五等站，邮政编码为025357。目前客运：办理旅客乘降；不办理行李、包裹托运；不办理货运营业。目前只有来往集宁南和通辽的6041/6040、6039/6042次列车（原57853/57854次、6859/6860次）在该站停靠。
“嘎拉德斯汰”是蒙古语中“有热水的地方”（一说“热泉”）的汉语译音，在《蒙古遊牧记》中的旧称是“哈尔达苏台”。该站西南侧为集通铁路热水展线。